# Gastrotheca lauzuricae
Gastrotheca lauzuricae är en groddjursart som beskrevs av De la Riva 1992. Gastrotheca lauzuricae ingår i släktet Gastrotheca och familjen Hemiphractidae. IUCN kategoriserar arten globalt som akut hotad. Inga underarter finns listade i Catalogue of Life.